# دیرخبیه
دیرخبیه (به عربی: دیرخبیة) یک روستا در سوریه است که در استان ریف دمشق واقع شده‌است. دیرخبیه ۴٬۳۵۰ نفر جمعیت دارد.